# Sulfolobus solfataricus
A Sulfolobus solfataricus a Sulfolobus nem egy termofil faja. Az archeák – ősbaktériumok – egysejtű, sejtmag nélküli prokarióta szervezetek.
A Szolfatára vulkánban izolálták először és fedezték fel amiről el lett nevezve. Ezeket a szervezeteket nem izolálták vulkánokban, de megtalálták az egész világon például melegforrásokban. Körülbelül 80 °C-on nő a legjobban, pH szint 2 és 4 között, és elég kén hogy tudjon metabolizálni azért hogy energiát nyerjen. Ezek a feltételek extremofilként minősítik és kimondottan ismert mint egy termoacidofil mert előnyben részesíti a magas hőmérsékletet és az alacsony pH-szintet. Általában gömbölyű, és sűrűn állít elő lebenyeket. Lévén hogy egy autotróf kénen növekedésből kap energiát vagy akár változatos szerves vegyületektől.
Jelenleg ez a legszélesebb körben tanulmányozott organizmus a Crenarchaeota ágon belül. Kutatják a metódusait DNS-replikációjának, a sejtciklusának, kromoszomális integrációjának, transzkripciójának, RNS-feldolgozásának, és a transzlációjának. A szervezet minden adatpontjának nagy százaléka archaea specifikus gén, ami mutatja a különbségeket a három mikrobatípus közöttː archaea, baktériumok és eukarióták.

## Genom szekvenálás eredmények
2001-ben szekvenálták teljesen a genomját. A kromoszómáján 2.992.245 bázispár van ami 2,977 fehérjét kódol és bőséges RNS-t. A kódolt fehérjék 40% archaea specifikus, 12% baktérium specifikus, és 2,3% eukarióta-specifikus, míg az utolsó egyharmad fehérjéknek jelenleg nincs közös homológja más szekvenált génekkel. A genomnak van egy széles tartományú változatossága mivel 200 különböző inszerciós szekvencia eleme van. Ez párosul hosszú rutinszerűen elhelyezett tandem ismétlődések csoportosulásaival. A tanulmány támogatja a ferrodoxint mint fontos metabolikus elektron szállítót. Ez ellentétben van a baktériumokkal és eukariótákkal mert azok a  NADH-ra támaszkodnak a funkcióik miatt. Erős eukarióta jellemzői vannak párosulva számos egyedülálló archaea specifikus képességgel. A  megállapítások eredménye a DNS-mechanizmusuk, sejt ciklusuk, és átmeneti készülékük változatos módszereiből jött. Összességében a tanulmány egy elsődleges példája volt a Crenarchaeotában és Euryarchaeotában talált különbségeknek.

### DNS-transzfer
Sulfolobus solfataricus kitevése DNS károsító szereknek UV-sugárzásnak, bleomicinnek vagy mitomicin C-nek sejt egyesülést idéz elő. Más fizikai stresszorok például pH vagy hőmérséklet eltolódás nem idéz elő egyesülést, ami arra utal hogy az egyesülés indukcióját specifikusan a DNS károsodás idézi elő. Ajon et al. Kimutatta hogy az UV-indukált sejt egyesülés kromoszomális jelzés cserét közvetít magas gyakorisággal. A rekombináció aránya felülmúlja a nem indukált tenyészetekét akár három nagyságrenddel.Frols et al. és Ajon et al. feltételezik hogy az UV indukálható DNS transzfer folyamat és az azutáni homológ rekombinációs javítás egy fontos mechanizmusát képviseli a kromoszóma sértetlenség fenntartásának. Ez válasz lehet a szexuális kölcsönhatás egy primitív formájára, hasonlít a jobban tanulmányozott bakteriális transzformációra, ami szintén sejtek közti DNS transzferrel társul vezetve a homológ rekombinációs DNS-károsodás javításhoz.